# Uppvidinge (đô thị)
Đô thị Uppvidinge (Uppvidinge kommun) là một đô thị ở hạt Kronoberg, phía nam Thụy Điển, thủ phủ là thị xã Åseda.
Đô thị hiện nay được lập trong cuộc cải cách chính quyền năm 1971 khi Lenhovda, Nottebäck, Åseda và Älghult được hợp nhất. Hơn 80% diện tích là rừng.

## Các đơn vị dân cư trực thuộc
Có 5 khu vực đô thị (cũng gọi là Tätort hay đơn vị địa phương) tại đô thị Uppvidinge.
Bảng dưới đây liệt kê các đơn vị trực thuộc của đô thị này theo quy mô dân số thời điểm 31 tháng 12 năm 2005. Thủ phủ được bôi đậm.
| # | Địa phương           | Dân số |
| - | -------------------- | ------ |
| 1 | Åseda                | 2.430  |
| 2 | Lenhovda             | 1.714  |
| 3 | Norrhult-Klavreström | 1.269  |
| 4 | Alstermo             | 859    |
| 5 | Älghult              | 481    |